# Список картин Лейденской коллекции
Список картин Лейденской коллекции включает в себя некоторые из живописных полотен, входящих в её состав. В основу списка лёг каталог выставки «Эпоха Рембрандта и Вермеера. Шедевры Лейденской коллекции» в Москве и Санкт-Петербурге, а также официальный сайт коллекции.
| Картина | Художник                     | Название                                                                             | Год                    | Описание                                                          | Инвентарный номер | Примечание |
| ------- | ---------------------------- | ------------------------------------------------------------------------------------ | ---------------------- | ----------------------------------------------------------------- | ----------------- | --- |
|         | Рембрандт Харменс ван Рейн   | Извлечение камня глупости (Аллегория осязания). Картина серии «Чувства»              | c. 1624-1625, примерно | Дерево, масло. 21,5 × 17,7 см                                     | RR-102            | |
|         | Рембрандт Харменс ван Рейн   | Извлечение камня глупости (Аллегория осязания). Картина серии «Чувства»              | 1624, примерно         | Дерево, масло. 21,5 × 17,7 см                                     | S 5697            | |
|         | Рембрандт Харменс ван Рейн   | Пациент, упавший в обморок (Аллегория обоняния). Картина серии «Чувства»             | c. 1624-1625, примерно | Дерево, масло, по периметру надставка XVIII века. 31,75 × 25,4 см | RR-111            | Картина является самой ранней из известных на сегодняшний день подписанных работ Рембрандта. Приобретена у арт-галереи Талабардон & Готьеза за предположительную сумму в 4 млн долларов. |
|         | Рембрандт Харменс ван Рейн   | Три музыканта (Аллегория слуха). Картина серии «Чувства»                             | c. 1624-1625, примерно | Дерево, масло. 21,6 × 17,6 см                                     | RR-105            | |
|         | Рембрандт Харменс ван Рейн   | Девушка в расшитой золотом накидке                                                   | 1632                   | Дерево, масло. 59 × 44 см (овал)                                  | RR-104            | |
|         | Рембрандт Харменс ван Рейн   | Портрет мужчины в красном дублете                                                    | 1633                   | Дерево, масло. 63,7 × 50,8 см (овал)                              | RR-108            | |
|         | Рембрандт Харменс ван Рейн   | Автопортрет с затенёнными глазами                                                    | 1634                   | Дерево, масло. 71,1 × 56 см                                       | RR-110            | |
|         | Рембрандт Харменс ван Рейн   | Минерва                                                                              | 1635                   | Холст, масло. 138 × 116,5 см                                      | RR-107            | Наряду с картинами «Беллона» (Музей Метрополитен, Нью-Йорк), «Юдифь на пиру у Олоферна» (музей Прадо, Мадрид), «Флора» (Государственный Эрмитаж) и другими, «Минерва» входит в серию исторических картин Рембрандта. Считается самой дорогой картиной коллекции. Её стоимость не раскрывается, однако владелец Томас Каплан намекнул, что она немного меньше, чем проданная за 72 млн долларов «Зелёная автокатастрофа» Энди Уорхола. |
|         | Рембрандт Харменс ван Рейн   | Женщина в белом чепце (эскиз)                                                        | 1640, около            | Дерево, масло.. 47,3 × 39 см                                      | RR-101            | |
|         | Рембрандт или его мастерская | Голова девушки                                                                       | 1645, около            | Дерево, масло. 20,8 × 17,4 см                                     | RR-112            | Данный набросок ракурсом и цветовым решением близок к изображению Марии, склонившейся к ребёнку на картине «Святое семейство» (см иллюстрацию) Рембрандта, находящейся в Государственном Эрмитаже. Тем не менее, некоторые исследователи ставят под сомнение авторство Рембрандта, приписывая работу его ученикам: Карелу Фабрициусу, Самюэлу ван Хогстратену и Николасу Масу.                                                        |
|         | Рембрандт или его мастерская | Портрет старика (возможно, раввина)                                                  | 1645, около            | Дерево, масло. 22,2 × 18,4 см                                     | RR-109            | |
|         | Рембрандт или его мастерская | Портрет сидящей женщины со скрещенными руками                                        | 1660                   | Холст, масло. 77,47 × 67,77 см                                    | RR-113            | |
|         | Рембрандт или его мастерская | Портрет Антона Копала                                                                | 1635                   | Дерево (бразильский каштан), масло. 83,5 × 67,6 см                | RR-103            | |
|         | Мастерская Рембрандта        | Портрет матери Рембрандта                                                            | 1628, около            | Дерево, масло. 35,5 × 29,1 см                                     | JL-106            | |
|         | Вермеер, Ян Делфтский        | Девушка за вёрджинелом                                                               | 1670-1672, около       | Холст, масло. 25,5 × 20,1 см                                      | JVe-100           | Долгое время авторство этой работы вызывало сомнение. В 2011 году, после проведённых экспертиз, было доказано, что эта картина написана на другой части того же холста, что и знаменитая «Кружевница» (см. иллюстрацию справа) Вермеера. Однако некоторые элементы (например, шаль девушки) дописаны позже уже другой рукой. |
|         | Ливенс, Ян                   | Автопортрет                                                                          | 1629-1630, около       | Дерево, масло. 42 × 37 см                                         | JL-105            | |
|         | Ливенс, Ян                   | Мальчик в плаще и тюрбане (Портрет принца Руперта Пфальцского)                       | 1631, около            | Дерево, масло. 66,7 × 51,8 см                                     | JL-104            | |
|         | Ливенс, Ян                   | Игроки в карты                                                                       | 1625, около            | Холст, масло. 97,5 × 105,4 см                                     | JL-102            | |
|         | Дау, Герард                  | Учёный, затачивающий перо                                                            | 1632-1635, около       | Дерево, масло. 26,3 × 21,2 см (овал)                              | GD-104            | Считается, что на картинах Герарда Дау «Старик, рассматривающий глобус» (см. иллюстрацию справа), хранящейся в Эрмитаже и «Учёный, затачивающий перо», входящей в Лейденскую коллекцию, запечатлён один и тот же человек, которого в литературе условно называют «отцом Рембрандта». |
|         | Дау, Герард                  | Кошка, присевшая на подоконник в мастерской художника                                | 1657                   | Дерево, масло. 34 × 26,9 см                                       | GD-108            | Исследования картины в рентгеновских лучах показало, что первоначально художник написал девушку, изображение которой затем заменил занавесом. Также возможно, что перед кошкой сначала была нарисована мышеловка. |
|         | Дау, Герард                  | Девушка с попугаем и клеткой у окна                                                  | 1660-1665, около       | Дерево, масло. 24,8 × 18,4 см (верх скруглён)                     | GD-105            | |
|         | Дау, Герард                  | Торговка сельдью                                                                     | 1664, около            | Дерево, масло. 43,5 × 34,5 см                                     | GD-106            | Ранее картина принадлежала Екатерине II. Она была приобретена графом Генрихом фон Брюлем в 1750 году, а с 1768 числится в коллекции русской императрицы, упоминается в первом рукописном каталоге Эрмитажа под номером 534. Впоследствии Екатерина II дарит её графу Владимиру Григорьевичу Орлову. В роду Орловых она передавалась по наследству, находясь в России до 1913 года, затем была вывезена за границу.                    |
|         | Боль, Фердинанд              | Автопортрет у парапета                                                               | 1648                   | Холст, масло. 85,5 × 71 см                                        | FB-107            | |
|         | Фабрициус, Карел             | Явление ангела Агари                                                                 | 1645, около            | Холст, масло. 157,5 x 136 см                                      | CF-100            | Единственная работа художника, находящаяся в частной коллекции. Долгое время приписывалась Рембрандту, однако в ходе реставрации 2012 года в левом нижнем углу была обнаружена аутентичная подпись Фабрициуса. |
|         | Терборх, Герард              | Охранная комната с курящими и играющими в карты солдатами                            | 1640, около            | Дерево, масло. 34,9 х 49,5 см                                     | GB-101            | |
|         | Брейгель, Питер (Младший)    | Человек с кошельком и льстецы                                                        | 1592, около            | Дерево, масло. 16,7 х 16,9 см                                     | PB-101            | |
|         | Рубенс, Питер Пауль          | Юлий Цезарь                                                                          | 1625-1626              | Дерево, масло. 33,1 х 26,8 см                                     | PR-100            | |
|         | Рубенс, Питер Пауль          | Император Коммод в образе Геркулеса или гладиатора                                   | 1599-1600              | Дерево, масло. 65,5 х 54,4 см                                     | PR-101            | |
|         | Халс, Франц                  | Портрет Самуэля Ампсинга                                                             | 1630, около            | Медь, масло. 16,4 х 12,4 см                                       | FH-100            | |
|         | Халс, Франц                  | Портрет Конрадуса Виетора                                                            | 1644                   | Холст, масло. 82,6 х 66 см                                        | FH-101            | |
|         | Врель, Якобус                | Больная женщина у камина                                                             | 1654-1656, около       | Дерево, масло. 53,7 × 47,7 см                                     | JV-100            | |
|         | Лар, Питер ван               | Автопортрет с атрибутами занятий магией                                              | 1635-1637              | Холст, масло. 80 × 114,9 см                                       |                   | |
|         | Метсю, Габриэл               | Торговка дичью                                                                       | 1653-1654              | Холст, масло. 161,3 × 130 см                                      | GM-114            | |
|         | Метсю, Габриэл               | Охотник, одевающийся после купания                                                   | 1653-1654, около       | Дерево, масло. 51,7 × 63,8 см                                     | GM-106            | |
|         | Метсю, Габриэл               | Курильщик, сидящий за столом                                                         | 1654-1657              | Медь, масло. 22,4 × 18,8 см                                       | GM-111            | |
|         | Метсю, Габриэл               | Девушка, читающая письмо                                                             | 1658-1661, около       | Дерево, масло. 25,8 × 21 см                                       | GM-103            | |
|         | Метсю, Габриэл               | Элегантно одетая дама, пишущая письмо                                                | 1662-1664, около       | Дерево, масло. 39,4 × 33,5 см                                     | GM-110            | |
|         | Мирис, Франс ван (Старший)   | Пожилая пара в интерьере                                                             | 1650-1655, около       | Дерево, масло. 52 × 39,6 см                                       | FM-100            | |
|         | Мирис, Франс ван (Старший)   | Урок                                                                                 | 1656-1657, около       | Дерево, масло. 29,2 × 21,7 см (верх скруглён)                     | FM-102            | |
|         | Мирис, Франс ван (Старший)   | Отдыхающий путник                                                                    | 1657, около            | Медь, масло. 21,6 × 17,8 см                                       | FM-122            | По мнению некоторых исследователей, составляет пару (см. иллюстрации) к находящейся в Эрмитаже картине «Разбитое яйцо». Обе работы имеют похожий размер, зеркально расположены друг к другу, содержат эротический подтекст: спущенный с ноги чулок путника и разбитое яйцо, как аллегорическое представление утраченной невинности.                                                                                                   |
|         | Мирис, Франс ван (Старший)   | Дама с попугаем                                                                      | 1663                   | Дерево, масло. 22,4 × 17,7 см                                     | FM-112            | |
|         | Мирис, Франс ван (Старший)   | Поясной автопортрет художника в украшенном пером тюрбане и отороченном мехом одеянии | 1667-1668              | Дерево (дуб), масло. 11,43 × 8,89 см (овал)                       | FM-123            | |
|         | Мирис, Франс ван (Старший)   | Портрет дамы                                                                         | 1673                   | Дерево, масло. 23 × 17 см (верх скруглён)                         | FM-109            | |
|         | Мирис, Франс ван (Старший)   | Смерть Лукреции                                                                      | 1679                   | Дерево, масло. 38,2 × 26,7 (верх скруглён)                        | FM-103            | |
|         | Нетшер, Каспар               | Две женщины с корзиной лимонов                                                       | 1664-1665, около       | Дерево, масло. 37,6 × 34,4 см                                     | CN-108            | |
|         | Нетшер, Каспар               | Портрет Сусанны Даблет Хюйгенс                                                       | 1669                   | Дерево, масло. 45,4 × 34,7 см                                     | CN-102            | |
|         | Схалкен, Годфрид             | Юноша и девушка, разглядывающие статую Венеры при свете лампы                        | 1688-1692, около       | Холст, масло. 43,8 × 34,9 см                                      | GS-103            | |
|         | Стен, Ян                     | Молитва перед едой                                                                   | 1660                   | Дерево (дуб), масло. 54,3 × 46 см                                 | JS-116            | |
|         | Стен, Ян                     | Жертвоприношение Ифигении                                                            | 1671                   | Холст, масло. 134,6 × 172,7 см                                    | JS-112            | |
|         | Стен, Ян                     | Пир Антония и Клеопатры                                                              | 1673-1675, около       | Холст, масло. 82,1 × 107,8 см                                     | JS-107            | |
|         | Стен, Ян                     | Притча о богаче и Лазаре (Остерегайтесь роскоши)                                     | 1677, около            | Холст, масло. 80,3 × 64,8 см                                      | JS-106            | |
|         | Лезире, Паулюс               | Портрет Уильяма Крайвангера                                                          | 1651                   | Холст, масло. 93 × 67 см                                          | PaL-100           | |